# المراقبون (فلم 2009)
المراقبون (بالإنجليزية: Watchmen) هو فيلم أمريكي عن مجموعة من الأبطال الخارقين. وهو من إنتاج عام 2009 وإخراج زاك سنايدر. والفيلم مقتبس من الرواية المصورة بنفس الاسم من تأليف آلان مور وديف جيبونز.
تجري أحداث الفيلم في واقع خيالي بديل، وبالتحديد سنة 1985، حيث تتصعّد التوتّرات بين الولايات المتحدة والاتحاد السوفيتي بينما يقوم شخص مجهول بقتل أعضاء مجموعة المراقبين، وهم مجموعة من الأبطال الخارقين الذين أخذوا على عاتقهم تطبيق القانون ومعاقبة المجرمين دون الرجوع لسلطة القضاء. وفي خلال ذلك يتم كشف مؤامرة تحاك في الخفاء وتحمل في طياتها مفآجأة كبيرة وشريرة.
عانى الفيلم من مشاكل كثيرة وتأخر إنتاجه لسنوات طويلة وذلك بسبب خلافات بيت شركات الإنتاج فوكس ووارنر برذرز ويونيفرسال وباراماونت حول حقوق الطبع والنشر والتوزيع. ولكن تم الاتفاق أخيرا وأنتج الفيلم وتم عرضه على شاشات السينما في 6 مارس 2009،
حيث حقق من الأرباح ما مقداره 55 مليون دولار في الأسبوع الأول من العرض واستمر ليحقق حوالي 170 مليون دولار عالميا وذلك حتى تاريخ 30 مارس 2009.

## القصة
تجري أحداث القصّة في تسلسل زمني بديل حيث تقوم فيه جماعة من مكافحي الجريمة المقنعين بمحاربة الجريمة في الولايات المتحدة. ويقوم أعضاء الجماعة في الثلاثينات والأربعينات بتشكيل وتنظيم انفسهم في فريق يسمى مينيت مِن (بالإنجليزية: Minutemen). وبعدها بعقود يقوم جيل جديد من الأبطال الخارقين بمحاولة تشكيل فريق أيضا، ويدعون أنفسهم بالمراقبين. ونتيجة لوجود المراقبين فإن الكثير من الأحداث التاريخية المختلفة يظهر انها تتغير أو يتم التأثير عليها مثل اغتيال جون كينيدي. وحرب فيتنام، ونتيجة للنصر الأمريكي في حرب فيتنام (حسب ذلك الواقع البديل) رئيسيا بسبب تدخّل أحد أعضاء فريق المراقبين وهو الدكتور مانهاتن، والذي يمتلك قوى خارقة جدا، فيؤدّي ذلك إلى انتخاب ريتشارد نيكسون للمرة الثالثة كرئيس للولايات المتحدة (وهو أمر مستحيل في الحقيقة حيث أن الرئيس الأمريكي لا يمكن أن يحكم أكثر من فترتين متتاليتين). ومع ذلك فإنه وبقدوم الثمانينات يصدر قانون يحظر المراقبين من مزاولة نشاطهم، وتتوتر العلاقات بين الولايات المتّحدة والاتحاد السوفيتي وتتصعد الحرب الباردة حتى تصل إلى مرحلة التهديدات بالهجوم النووي.
وبحلول عام 1985، يبقى ثلاثة أعضاء فقط من المراقبين نشيطين: الأول وهو الملقّب بالكوميديان والثاني وهو الدكتور مانهاتن، والثالث رورشاك، أما الكوميديان والدكتور مانهاتن فيمارسان نشاطاتهما في العلن وتحت أوامر وغطاء من الحكومة، اما رورشاك فيرفض التقاعد ويستمر بممارسة نشاطاته في محاربة الجريمة بشكل غير قانوني. وفي أحد الأيام يقوم أحد المجهولين بقتل العميل الحكومي إدوارد بليك، وحيث أن رورشاك يعرف أن إدوارد بليك ما هو في الواقع إلا الكوميديان نفسه فإنه يأخذ على عاتقه عملية التحري عن هوية القاتل. ويتوصل من خلال تحرياته ان أحدا ما يهدف إلى القضاء على المراقبين جميعا. ويحاول رورشاك تحذير زملائه المراقبين ومنهم الدكتور مانهاتن وعشيقته لوري جوبتر (بالإنجليزية: Laurie Jupiter) والمعروفة ب(سيلك سبكتر (بالإنجليزية: Silk Spectre))، ودان درايبرغ المعروف ب (نايت آول (بالإنجليزية: Nite Owl)) وآدريان فايدتوالمعروف ب (أوزيماندياس(بالإنجليزية: Ozymandias)). ولكن لا يبدو أن أحدا يصدّقه.
وبعد جنازة إدوارد بليك، يتمّ اتّهام الدكتور مانهاتن بأنه السبب في إصابة عشيقته السابقة وزملاءه في المعهد (الذي كان يعمل فيه قبل إصابته في الحادثة التي حوّلته إلى ما هو عليه الآن) بالسرطان، ونتيجة لذلك يغادر الدكتور مانهاتن الأرض وينفي نفسه إلى المرّيخ. مما يمهّد الطريق للاتحاد السوفييتي
أن يغزو أفغانستان مستغلا غياب الدكتور مانهاتن. ولاحقا يتضح ان نظرية رورشاك حول مؤامرة اغتيال أعضاء المراقبين صحيحة حيث يقوم أحد ما بمحاولة قتل آدريان (أوزيماندياس) ولكنه ينجو. كما يتم يلفيق جريمة قتل واتهام رورشاك نفسه بها، ويتم القاء القبض عليه.
في أثناء ذلك، تقع لوري في حب دان حيث كانت قد إنفصلت عن الدكتور مانهاتن، ويقرر كلاهما الخروج من التقاعد ويقومان باقتحام السجن وإخراج رورشاك منه. بعد ذلك يعود الدكتور مانهاتن إلى الأرض لوهلة فقط لكي يأخذ لوري معه، وتطلب هي منه أن يتدّخل لإنقاذ كوكب الأرض ولكنه يرفض، ثم يعود ويغيّر رأيه بعد أن يسبر أغوار ذكريات لوري ويكتشفان أن الكوميديان هو أبوها الحقيقي.
يتابع رورشاك ونايت آول التحقيق في المؤامرة ويكتشفان أن أوزيماندياس ربما يكون هو العقل المدبر لها. يقوم رورشاك بكتابة مكتشفاته في دفتر مذكراته ويرسلها إلى إحدى الصحف. ثم يقوم رورشاك ونايت آول بمواجهة أوزيماندياس وذلك في مقرّه في القطب الجنوبي حيث يؤكد أوزيماندياس فعلا أنه وراء العملية وانه وراء عمليات مقتل الكوميديان وعملية نفي الدكتور مانهاتن وتلفيق تهمة لرورشاك، كما أنه دبّر عملية الاغتيال لنفسه ليضع نفسه فوق الشبهات. ثم يوضح أوزيماندياس لهم أنه قد وضع خطة لمنع الحرب النووية واحلال السلام بين الولايات المتحدة والاتحاد السوفيتي. وذلك عن طريق تفجير عدد من مدن العالم بواسطة قنابل طاقة هائلة كان قد بناها هو بالتعاون مع الدكتور مانهاتن بحجة اختراع مصدر طاقة جديد. زحيث أن آثار القنابل ستكون مشابهة لآثار طاقة الدكتور مانهاتن، فسيعتقد العالم ان الدكتور مانهاتن هو وراء التفجيرات وسيتحد العالم ضد عدو مشترك واحد. يحول بعدها رورشاك ونايت آول إيقاف أوزيماندياس ولكنهم يفاجئون بأن أوزيماندياس كان قد بدأ فعلا بتنفيذ خطته.
يصل في أثناء ذلك الدكتور مانهاتن ومعه لوري إلى المكان ويحاول الدكتور مانهاتن في البداية إيقاف أوزيماندياس ولكنه في النهاية يتفق معه على أن هذا هو الحل الأفضل لنهاء النزاع ويتفقان على وجوب إبقاء الخطة طي الكتمان. ولكن رورشاك يصر على كشف الخطة للعالم من أجل أن بعرف الناس الحقيقة مما يضطر الدكتور مانهاتن إلى تدميره. يرحل بعدها الدكتور مانهاتن نهائيا إلى مجرة أخرى.
- مالين أكرمان وتقوم بدور لوري جوبيتر / سيلك سبكتر.
- باتريك ويلسون ويقوم بدور دانيال درايبرغ / نايت آول.
- جاكي إيرل هالي ويقوم بدور والتر كوفاكس / رورشاك.
- بيلي كرودب ويقوم بدور د. جون اوسترمان / الدكتور مانهاتن.
- ماثيو جوود ويقوم بدور آدريان فايدت / أوزيماندياس.
- جيفري دين مورغان ويقوم بدور إدوارد بليك / الكوميديان.
- كارلا جوجينو وتقوم بدور سالي جوبيتر / سيلك سبكتر.
- ستيفن مكهاتي ويقوم بدور هوليس مايسون / نايت آول.

## وصلات خارجية
- مقالات تستعمل روابط فنية بلا صلة مع ويكي بيانات
- الموقع الرسمي للفيلم